# Birr AG
| AG ist das Kürzel für den Kanton Aargau in der Schweiz. Es wird verwendet, um Verwechslungen mit anderen Einträgen des Namens Birr zu vermeiden. |

Birr ist eine Einwohnergemeinde im Schweizer Kanton Aargau. Sie gehört zum Bezirk Brugg und liegt auf halbem Weg zwischen Lenzburg und Brugg. Birr ist bekannt als eine der Wirkungsstätten des Reformpädagogen Johann Heinrich Pestalozzi.

## Geographie
Die Gemeinde liegt am westlichen Rand des Birrfelds, einer ausgedehnten Ebene zwischen der Aare im Westen und der Reuss im Osten. Die Ebene weist keinerlei nennenswerte Erhebungen auf, wird landwirtschaftlich intensiv genutzt und ist im Südosten des Gemeindegebiets von einem Wald bedeckt. Südlich des Dorfes ragt die steile bewaldete Nordflanke des Chestenbergs in die Höhe, ein bis zu 647 Meter hoher Ausläufer des Faltenjuras östlich der Aare, der das Birrfeld vom Bünztal trennt. Birr ist mit Lupfig vollständig zusammengewachsen, die Grenzen zwischen den einst getrennten Dörfern sind im Landschaftsbild nicht mehr auszumachen.
Die Fläche des Gemeindegebiets beträgt 505 Hektaren, davon sind 176 Hektaren bewaldet und 161 Hektaren überbaut. Der höchste Punkt liegt auf dem Chestenberg auf 645 Metern, der tiefste auf 390 Metern in der Ebene. Nachbargemeinden sind Lupfig im Westen und Norden, Birrhard im Osten, Brunegg im Südosten und Möriken-Wildegg im Südwesten.

## Geschichte
Einzelfunde weisen auf eine Besiedlung während der Zeit der Römer und Alamannen hin. Die erste urkundliche Erwähnung von Bire erfolgte im Jahr 1270 in einem Kaufvertrag, der den Erwerb von Grundstücken in diesem Ort durch das Kloster Wettingen bestätigte. Der Ortsname stammt vom althochdeutschen (ze) birchun und bedeutet «bei der Birke». Birr war im Mittelalter Teil des Eigenamts, des ältesten Besitzes der Habsburger, deren Stammsitz drei Kilometer nordwestlich auf dem Wülpelsberg steht. 1397 gelangten Grund- und Gerichtsherrschaft über Birr als Schenkung in den Besitz des Klosters Königsfelden in Windisch.

Luftansicht (1963)

Nach der Eroberung des Aargaus durch die Eidgenossen im Jahr 1415 übernahm die Stadt Bern die Herrschaft, das Eigenamt war nun Teil der Untertanengebiete im Berner Aargau. 1528 führten die Berner die Reformation ein und lösten das Kloster Königsfelden auf. Sie wandelten das Eigenamt in die Landvogtei Königsfelden um und übten danach sämtliche Rechte aus. 1771 zog der Reformpädagoge Johann Heinrich Pestalozzi auf den Neuhof. Durch die Einführung neuer Gewächse und Düngemethoden wollte er der teilweise verarmten Bauernschaft ein Beispiel geben, wie sie ihre Situation verbessern könnten. Nachdem dieses Unternehmen gescheitert war, nahmen er und seine Frau Anna Pestalozzi etwa 40 Kinder auf und verbanden industrielle Tätigkeiten wie Spinnen und Weben mit Schulunterricht und sittlicher Erziehung. Aus wirtschaftlichen Gründen musste die Anstalt 1780 geschlossen werden.
Im März 1798 wurden beim Einmarsch der Franzosen die «Gnädigen Herren» von Bern entmachtet, und es entstand die Helvetische Republik, die 1803 aufgelöst wurde. Birr gehört seither zum Kanton Aargau. Der Anschluss ans Eisenbahnnetz erfolgte am 1. Juni 1882 durch die Eröffnung der Strecke Brugg–Hendschiken der Aargauischen Südbahn. Bis Mitte der 1950er Jahre blieb Birr ein bescheidenes Bauerndorf. Die in Baden domizilierte Firma Brown, Boveri & Cie. (heute ABB) errichtete von 1957 bis 1963 einen grossen Fabrikationsbetrieb. Für die vielen meist ausländischen Arbeitnehmer der BBC entstand in unmittelbarer Nachbarschaft die Siedlung Wyde mit 500 Wohnungen. In nur zehn Jahren verfünffachte sich die Einwohnerzahl. Das Wachstum hat sich zwar seit 1970 deutlich verlangsamt, die Tendenz ist aber positiv geblieben.

## Sehenswürdigkeiten

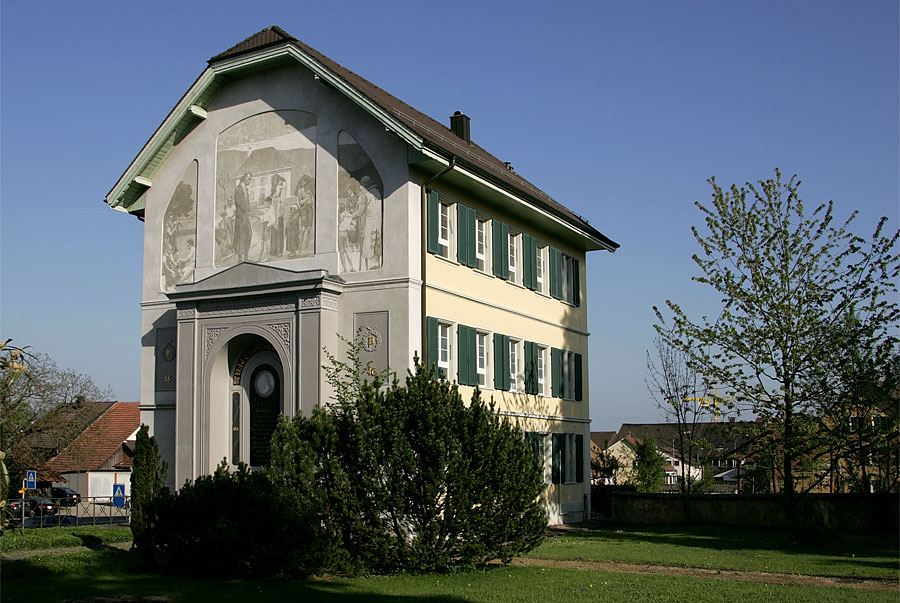
Pestalozzi-Denkmal am alten Schulhaus

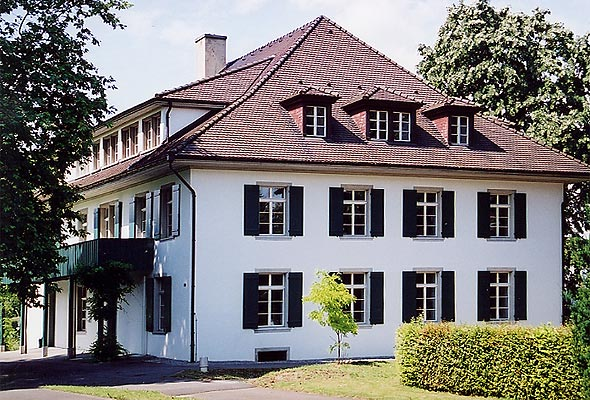
Neuhof Herrenhaus

Die Ursprünge der Reformierten Kirche Birr gehen auf eine Kapelle zurück, die spätestens im 14. Jahrhundert entstand und zunächst zur Pfarrei Windisch gehörte. Mit der Einführung der Reformation erhielt sie den Status einer Pfarrkirche, 1662 wurde sie durch einen Neubau von Abraham Dünz ersetzt.
Am südlichen Dorfrand steht der Neuhof, der von 1773 bis 1779 die Wirkungsstätte von Johann Heinrich Pestalozzi war. Im 1770 erbauten Pächterhaus lebte Pestalozzis Familie, das Herrenhaus entstand 1821/22. Nachdem das Pächterhaus 1858 vollständig niedergebrannt war, wurde es unter Verwendung der alten Mauern möglichst originalgetreu wieder aufgebaut. Ab 1914 diente der Neuhof als Erziehungsheim und wandelte sich mit der Zeit zu einem Berufsbildungsheim.
Das in einem ehemaligen Bauernhaus nahe der reformierten Kirche untergebrachte Dorfmuseum präsentiert Wohnkultur und landwirtschaftliche Gerätschaften früherer Jahrhunderte.
Im Betriebsgelände der ehemaligen BBC, das heute zu General Electric gehört, ist seit 2006 die weltweit erste marktreife Industriegasturbine ausgestellt, die von Adolf Meyer entwickelt wurde. Sie war von 1939 bis 2002 in Neuchâtel in Betrieb und ist 1988 von der ASME als Historic Mechanical Engineering Landmark aufgenommen worden.

## Wappen
Die Blasonierung des Gemeindewappens lautet: «In Blau eine gelbe Birne an grünem Blätterzweig». Es handelt sich dabei um ein so genanntes redendes Wappen. Allerdings basiert das Aussehen des Wappens auf einer volksetymologischen Fehldeutung des Ortsnamens. Der Name stammt nicht von Birne ab, sondern von Birch (Birke).

## Bevölkerung
Die Einwohnerzahlen entwickelten sich wie folgt:
| Jahr      | 1850 | 1900 | 1930 | 1950 | 1960 | 1970 | 1980 | 1990 | 2000 | 2010 | 2020 |
| Einwohner | 498  | 448  | 550  | 562  | 651  | 2594 | 2912 | 3366 | 3529 | 4179 | 4598 |

Am 31. Dezember 2023 lebten 4718 Menschen in Birr, der Ausländeranteil ist mit 45,9 % rund doppelt so hoch wie im kantonalen Durchschnitt. Bei der Volkszählung 2015 bezeichneten sich 29,6 % als römisch-katholisch und 18,1 % als reformiert; 52,3 % waren konfessionslos oder gehörten anderen Glaubensrichtungen an. 71,2 % gaben bei der Volkszählung 2000 Deutsch als ihre Hauptsprache an, 7,2 % Italienisch, 6,7 % Serbokroatisch, 5,2 % Albanisch, 1,6 % Türkisch, 1,3 % Französisch, 1,0 % Spanisch und 0,6 % Portugiesisch.

## Politik und Recht
Die Versammlung der Stimmberechtigten, die Gemeindeversammlung, übt die Legislativgewalt aus. Ausführende Behörde ist der fünfköpfige Gemeinderat. Er wird im Majorzverfahren vom Volk gewählt, seine Amtsdauer beträgt vier Jahre. Der Gemeinderat führt und repräsentiert die Gemeinde. Dazu vollzieht er die Beschlüsse der Gemeindeversammlung und die Aufgaben, die ihm vom Kanton zugeteilt wurden. Für Rechtsstreitigkeiten ist in erster Instanz das Bezirksgericht Brugg zuständig. Birr gehört zum Friedensrichterkreis VIII (Brugg).
Bei den Nationalratswahlen 2023 erhielten die Parteien in Birr folgende Stimmenanteile: SVP 39,7 %, SP 16,1 %, FDP 14,1 %, Die Mitte 10,5 %, glp 7,2 %, Grüne 3,8 %, EVP 3,3 %, EDU 1,8 %, PdA 1,2 %.

## Wirtschaft

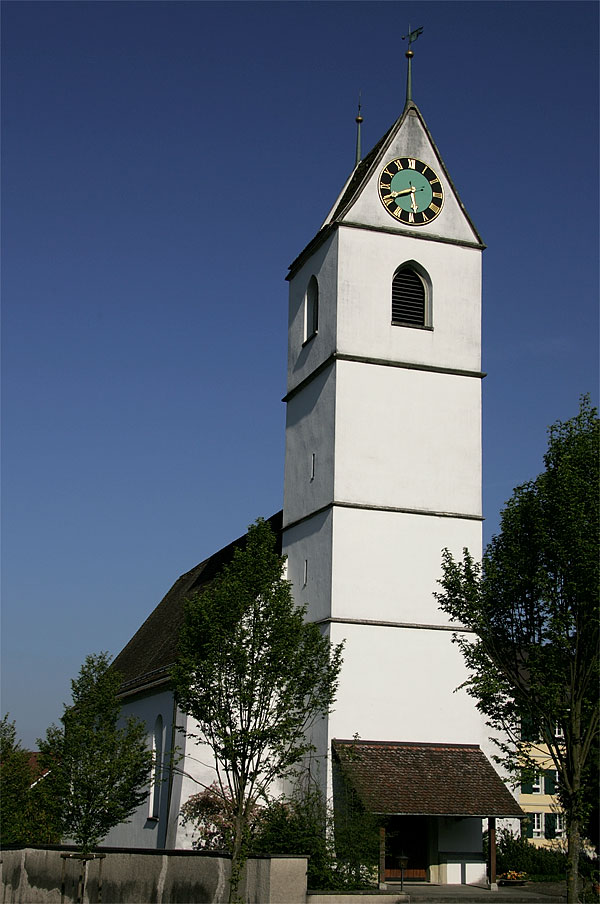
Kirche von Birr

In Birr gibt es gemäss der im Jahr 2015 erhobenen Statistik der Unternehmensstruktur (STATENT) rund 2500 Arbeitsplätze, davon 2 % in der Landwirtschaft, 63 % in der Industrie und 35 % im Dienstleistungssektor. Das wirtschaftliche Hauptgewicht liegt bei der Industrie. In der weitläufigen Birrer Industriezone befindet sich unter anderem eine Betriebsstätte von General Electric (früher BBC bzw. ABB, vorübergehend Alstom) mit rund 700 Arbeitsplätzen, in der Rotoren für Gas- und Dampfturbinen sowie Generatoren produziert werden. Daneben gibt es weitere Industriebetriebe sowie zahlreiche Gewerbe- und Dienstleistungsunternehmen.

## Verkehr
Die Kantonsstrasse 280 von Brugg nach Wohlen verläuft östlich des Dorfes durch die Industriezone, das Zentrum selbst wird durch die Kantonsstrasse 395 erschlossen. Das Dorf liegt knapp zwei Kilometer südlich des Autobahnanschlusses Brugg der A3 und nördlich des Anschlusses Mägenwil der A1. Es profitiert dadurch von seiner ausgezeichneten Verkehrslage zwischen den Grossstädten Zürich und Basel.
Seit 1995 besitzt Birr eine Bahnstation an der SBB-Linie Lenzburg-Brugg. Zusammen mit dem Bahnhof Lupfig ersetzt diese die alte Station Birrfeld. Eine Postautolinie verbindet Birr mit dem Bahnhof Brugg, an Wochenenden wird ein Nachtbus eingesetzt.
Ein Umschlagterminal für den kombinierten Verkehr mit 3 Gleisen (480 m Länge) wird von Bertschi AG betrieben.

## Bildung
Im Schulzentrum der Gemeinde werden die Primarschule, die Realschule und die Sekundarschule geführt. Die Bezirksschule kann in Windisch oder Brugg besucht werden. Die nächstgelegenen Gymnasien sind die Kantonsschule Aarau, die Kantonsschule Baden und die Kantonsschule Wettingen. Im Berufsbildungsheim Neuhof können straffällig gewordene Jugendliche und solche aus schwierigen sozialen Verhältnissen eine handwerkliche oder landwirtschaftliche Berufslehre absolvieren.